# Lijst van afleveringen van McMillan & Wife
Dit is een lijst met afleveringen van de Amerikaanse televisieserie McMillan & Wife. De serie telt 6 seizoenen. Een overzicht van alle afleveringen is hieronder te vinden.

## Seizoen 1
| # | Titel Aflevering                | Uitzenddatum VS   |
| - | ------------------------------- | ----------------- |
| 1 | Murder by the Barrel            | 29 september 1971 |
| 2 | The Easy Sunday Murder Case     | 20 oktober 1971   |
| 3 | Husbands, Wives, and Killers    | 10 november 1971  |
| 4 | Death Is a Seven Point Favorite | 8 december 1971   |
| 5 | The Face of Murder              | 5 januari 1972    |
| 6 | Till Death Do Us Part           | 16 februari 1972  |
| 7 | An Elementary Case of Murder    | 1 maart 1972      |

## Seizoen 2
| # | Titel Aflevering              | Uitzenddatum VS   |
| - | ----------------------------- | ----------------- |
| 1 | The Night of the Wizard       | 24 september 1972 |
| 2 | Blues for Sally M             | 22 oktober 1972   |
| 3 | Cop of the Year               | 19 november 1972  |
| 4 | Terror Times Two              | 13 december 1972  |
| 5 | No Hearts, No Flowers         | 14 januari 1973   |
| 6 | The Fine Art of Staying Alive | 11 maart 1973     |
| 7 | Two Dollars on Trouble to Win | 1 april 1973      |

## Seizoen 3
| # | Titel Aflevering                      | Uitzenddatum VS   |
| - | ------------------------------------- | ----------------- |
| 1 | Death of a Monster, Birth of a Legend | 30 september 1973 |
| 2 | The Devil, You Say                    | 23 oktober 1973   |
| 3 | Freefall to Terror                    | 11 november 1973  |
| 4 | The Man Without a Face                | 6 januari 1974    |
| 5 | Reunion in Terror                     | 27 januari 1974   |
| 6 | Cross and Double Cross                | 17 februari 1974  |

## Seizoen 4
| # | Titel Aflevering        | Uitzenddatum VS   |
| - | ----------------------- | ----------------- |
| 1 | Downshift to Danger     | 29 september 1974 |
| 2 | The Game of Survival    | 20 oktober 1974   |
| 3 | Buried Alive            | 10 november 1974  |
| 4 | Guilt by Association    | 8 december 1974   |
| 5 | Night Train to L.A.     | 19 januari 1975   |
| 6 | Love, Honor and Swindle | 16 februari 1975  |

## Seizoen 5
| # | Titel Aflevering       | Uitzenddatum VS   |
| - | ---------------------- | ----------------- |
| 1 | The Deadly Inheritance | 28 september 1975 |
| 2 | Requiem for a Bride    | 26 oktober 1975   |
| 3 | Aftershock             | 9 november 1975   |
| 4 | Secrets for Sale       | 7 december 1975   |
| 5 | The Deadly Cure        | 18 januari 1976   |
| 6 | Greed                  | 15 februari 1976  |
| 7 | Point of Law           | 7 maart 1976      |

## Seizoen 6
| # | Titel Aflevering              | Uitzenddatum VS |
| - | ----------------------------- | --------------- |
| 1 | All Bets Off                  | 5 december 1976 |
| 2 | Dark Sunrise                  | 2 januari 1977  |
| 3 | Phillip's Game                | 23 januari 1977 |
| 4 | Coffee, Tea, or Cyanide?      | 30 januari 1977 |
| 5 | Affair of the Heart           | 20 maart 1977   |
| 6 | Have You Heard About Vanessa? | 24 april 1977   |